# 解支链淀粉芽胞杆菌属
解支链淀粉芽胞杆菌属（学名：Pullulanibacillus），也称解普鲁兰杆菌属，是芽孢乳杆菌科下的一个属。  

## 下属物种
本属包括以下物种：
- Pullulanibacillus camelliae Niu et al. 2016
- 长野解支链淀粉芽胞杆菌 Pullulanibacillus naganoensis (Tomimura et al. 1990) Hatayama et al. 2006，长野解普鲁兰杆菌
- 普洱茶解支链淀粉芽胞杆菌 Pullulanibacillus pueri Niu et al. 2015，普洱解支链淀粉芽胞杆菌
- 耐铀解支链淀粉芽胞杆菌 Pullulanibacillus uraniitolerans Pereira et al. 2013